# Angola en la Copa Mundial de Fútbol de 2006
La selección de Angola fue uno de los 32 países participantes de la Copa Mundial de Fútbol de 2006, realizada en Alemania.
Angola clasificó sorpresivamente, superando a una de las potencias futbolísticas africanas, Nigeria. En su primera participación en una Copa Mundial, Angola dejó una buena impresión luego de perder en un disputado partido ante Portugal y empatar ante Irán y el cabeza de serie, México.
Aunque estuvo hasta último momento luchando por su clasificación a segunda fase, quedó en el tercer lugar del Grupo D, debido principalmente a la poca experiencia de la mayoría de sus jugadores y al cambio de estrategia táctica (pasando del 4-4-2 acostumbrado a un 4-5-1) que redujo su capacidad ofensiva.

## Clasificación
Angola empezó tímidamente su proceso clasificatorio. En la primera ronda, clasificó por mayores goles de visita ante Chad. Al pasar a segunda ronda, su calidad de juego mejoró y puso en aprietos a la favorita Nigeria. Un empate en Kano sería crucial para los angoleños, que finalmente clasificarían por mejor resultado global en los partidos ante los nigerianos.

### Primera Ronda
| Equipo 1 | Agr. | Equipo 2 | Ida | Vuelta |
| -------- | ---- | -------- | --- | ------ |
| Chad     | 3–3  | Angola   | 3–1 | 0–2    |

### Ronda Final

#### Grupo 4
| Pos. | Equipo   | Pts. | PJ | G | E | P | GF | GC | Dif. | Clasificación |     | ANG | NGA | ZIM | GAB | ALG | RWA |
| ---- | -------- | ---- | -- | - | - | - | -- | -- | ---- | ------------- | --- | --- | --- | --- | --- | --- | --- |
| 1    | Angola   | 21   | 10 | 6 | 3 | 1 | 12 | 6  | +6   | Mundial y CAN |     | —   | 1–0 | 1–0 | 3–0 | 2–1 | 1–0 |
| 2    | Nigeria  | 21   | 10 | 6 | 3 | 1 | 21 | 7  | +14  | CAN           |     | 1–1 | —   | 5–1 | 2–0 | 1–0 | 2–0 |
| 3    | Zimbabue | 15   | 10 | 4 | 3 | 3 | 13 | 14 | −1   | CAN           |     | 2–0 | 0–3 | —   | 1–0 | 1–1 | 3–1 |
| 4    | Gabón    | 10   | 10 | 2 | 4 | 4 | 11 | 13 | −2   |               |     | 2–2 | 1–1 | 1–1 | —   | 0–0 | 3–0 |
| 5    | Argelia  | 8    | 10 | 1 | 5 | 4 | 8  | 15 | −7   |               | 0–0 | 2–5 | 2–2 | 0–3 | —   | 1–0 |     |
| 6    | Ruanda   | 5    | 10 | 1 | 2 | 7 | 6  | 16 | −10  |               | 0–1 | 1–1 | 0–2 | 3–1 | 1–1 | —   |     |

 Fuente: 
Notas:
1. 1 2  Enfrentamiento directo: Angola 4, Nigeria 1.

## Jugadores
Datos corresponden a situación previo al inicio del torneo
| #  | Nombre                       | Posición      | Edad | PJ Sel | Club                      |
| -- | ---------------------------- | ------------- | ---- | ------ | ------------------------- |
| 1  | João Ricardo                 | Portero       | 36   | 26     | Moreirense FC             |
| 2  | Marco Airosa                 | Defensa       | 21   | 2      | FC Barreirense            |
| 3  | João Pereira Jamba           | Defensa       | 28   | 35     | Atlético Sport Aviação    |
| 4  | Lebo Lebo                    | Defensa       | 29   | 15     | Atlético Petróleos Luanda |
| 5  | Kali                         | Defensa       | 27   | 21     | FC Barreirense            |
| 6  | Miloy                        | Mediocampista | 25   | 11     | Inter Luanda              |
| 7  | Figueiredo                   | Mediocampista | 33   | 22     | Varzim SC                 |
| 8  | André Macanga                | Mediocampista | 28   | 33     | Kuwait SC                 |
| 9  | Mantorras                    | Delantero     | 24   | 11     | SL Benfica                |
| 10 | Akwá                         | Delantero     | 29   | 77     | Al-Wakra                  |
| 11 | Mateus Galiano da Costa      | Delantero     | 21   | 4      | Gil Vicente FC            |
| 12 | Lamá                         | Portero       | 35   | 9      | Atlético Petróleos Luanda |
| 13 | Edson Nobre                  | Mediocampista | 26   | 7      | FC Paços de Ferreira      |
| 14 | Mendonça                     | Mediocampista | 23   | 34     | Varzim SC                 |
| 15 | Rui Marques                  | Defensa       | 28   | 1      | Hull City                 |
| 16 | Flávio                       | Delantero     | 26   | 46     | Al Ahly                   |
| 17 | Zé Kalanga                   | Mediocampista | 22   | 23     | Atlético Petróleos Luanda |
| 18 | Love                         | Delantero     | 25   | 35     | Atlético Sport Aviação    |
| 19 | André Titi Buengo            | Delantero     | 26   | 2      | Clermont Foot             |
| 20 | Locó                         | Defensa       | 21   | 11     | Primeiro de Agosto        |
| 21 | Luís Manuel Ferreira Delgado | Defensa       | 32   | 17     | Atlético Petróleos Luanda |
| 22 | Mario Hipólito Damiao        | Portero       | 21   | 1      | Inter Luanda              |
| 23 | Marco Abreu                  | Defensa       | 31   | 3      | Portimonense              |
| DT | Luiz De Oliveira Gonçalves   |               |      |        |                           |

## Participación

### Enfrentamientos previos
Previo al torneo, Angola participó en la Copa Africana de Naciones de 2006, donde obtuvo un resultado regular logrando cuatro puntos empatando con el segundo lugar, la República Democrática del Congo. En el resultado general, Angola obtuvo el noveno lugar de dicho torneo.
| Fecha                   | Lugar     |        |                    | Resultado |                                    |               |
| ----------------------- | --------- | ------ | ------------------ | --------- | ---------------------------------- | ------------- |
| 16 de noviembre de 2005 | Tokio     | Angola | Bandera de Angola. | 0:1 (0:0) | Bandera de Japón.                  | Japón         |
| 17 de enero de 2006     | Marrakech | Angola | Bandera de Angola. | 2:2 (1:2) | Bandera de Marruecos.              | Marruecos     |
| 21 de enero de 2006     | El Cairo  | Angola | Bandera de Angola. | 1:3 (1:2) | Bandera de Camerún.                | Camerún       |
| 25 de enero de 2006     | El Cairo  | Angola | Bandera de Angola. | 0:0       | Bandera de la República del Congo. | RD Congo      |
| 29 de enero de 2006     | El Cairo  | Angola | Bandera de Angola. | 3:2 (2:1) | Bandera de Togo.                   | Togo          |
| 1 de marzo de 2006      | Seúl      | Angola | Bandera de Angola. | 0:1 (0:1) | Bandera de Corea del Sur.          | Corea del Sur |
| 29 de abril de 2006     | Maseru    | Angola | Bandera de Angola. | 5:1 (2:1) |                                    | Mauricio      |
| 30 de abril de 2006     | Maseru    | Angola | Bandera de Angola. | 3:1 (0:0) |                                    | Lesoto        |
| 30 de mayo de 2006      | Salerno   | Angola | Bandera de Angola. | 0:2 (0:2) | Bandera de Argentina.              | Argentina     |
| 2 de junio de 2006      | Arnhem    | Angola | Bandera de Angola. | 2:3 (1:0) | Bandera de Turquía.                | Turquía       |

### Primera fase
| Equipo   | Pts | PJ | PG | PE | PP | GF | GC | Dif |
| -------- | --- | -- | -- | -- | -- | -- | -- | --- |
| Portugal | 9   | 3  | 3  | 0  | 0  | 5  | 1  | +4  |
| México   | 4   | 3  | 1  | 1  | 1  | 4  | 3  | +1  |
| Angola   | 2   | 3  | 0  | 2  | 1  | 1  | 2  | -1  |
| Irán     | 1   | 3  | 0  | 1  | 2  | 2  | 6  | -4  |

| 11 de junio de 2006, 21:00 | Angola | 0:1 (0:1) | Portugal   | RheinEnergieStadion, Colonia                                          |                                                                       |
|                            |        | Reporte   | Pauleta 4' | Asistencia: 45 000 espectadores Árbitro(s): Jorge Larrionda (Uruguay) | Asistencia: 45 000 espectadores Árbitro(s): Jorge Larrionda (Uruguay) |

| 16 de junio de 2006, 21:00 | México | 0:0     | Angola | AWD-Arena, Hanóver                                                    |                                                                       |
|                            |        | Reporte |        | Asistencia: 43 000 espectadores Árbitro(s): Shamsul Maidin (Singapur) | Asistencia: 43 000 espectadores Árbitro(s): Shamsul Maidin (Singapur) |

| 21 de junio de 2006, 16:00 | Angola     | 1:1 (0:0) | Irán               | Zentralstadion, Leipzig                                                    |                                                                            |
|                            | Flávio 60' | Reporte   | Bakhtiarizadeh 75' | Asistencia: 38 000 espectadores Árbitro(s): Luis Medina Cantalejo (España) | Asistencia: 38 000 espectadores Árbitro(s): Luis Medina Cantalejo (España) |

### Participación de jugadores
| #  | Nombre             | Posición      | PJ | Min |   | Asist | Tiros  | Faltas |   |   |
| -- | ------------------ | ------------- | -- | --- | - | ----- | ------ | ------ | - | - |
| 2  | Marco Airosa       | Defensa       | 0  | 0   | 0 | 0     | 0      | 0-0    | 0 | 0 |
| 3  | João Pereira Jamba | Defensa       | 3  | 270 | 0 | 0     | 0      | 1-7    | 1 | 0 |
| 4  | Lebo Lebo          | Defensa       | 0  | 0   | 0 | 0     | 0      | 0-0    | 0 | 0 |
| 5  | Kali               | Defensa       | 3  | 270 | 0 | 0     | 0      | 1-1    | 0 | 0 |
| 6  | Miloy              | Mediocampista | 3  | 109 | 0 | 0     | 2      | 2-2    | 0 | 0 |
| 7  | Figueiredo         | Mediocampista | 3  | 223 | 0 | 0     | 5      | 11-6   | 0 | 0 |
| 8  | André Macanga      | Mediocampista | 2  | 168 | 0 | 0     | 1      | 3-6    | 3 | 1 |
| 9  | Pedro Mantorras    | Delantero     | 2  | 54  | 0 | 0     | 0      | 4-3    | 0 | 0 |
| 10 | Akwá (c)           | Delantero     | 3  | 199 | 0 | 0     | 7      | 1-7    | 0 | 0 |
| 11 | Mateus             | Delantero     | 3  | 179 | 0 | 0     | 4      | 4-3    | 0 | 0 |
| 13 | Edson Nobre        | Mediocampista | 1  | 21  | 0 | 0     | 0      | 1-2    | 0 | 0 |
| 14 | Mendonça           | Mediocampista | 3  | 270 | 0 | 0     | 8      | 11-11  | 1 | 0 |
| 15 | Rui Marques        | Defensa       | 2  | 36  | 0 | 0     | 0      | 1-0    | 0 | 0 |
| 16 | Flávio             | Delantero     | 1  | 40  | 0 | 0     | 1      | 0-2    | 0 | 0 |
| 17 | Zé Kalanga         | Mediocampista | 3  | 241 | 1 | 0     | 1      | 5-4    | 2 | 0 |
| 18 | Love               | Delantero     | 1  | 68  | 0 | 1     | 3      | 1-4    | 0 | 0 |
| 19 | André Titi Buengo  | Delantero     | 0  | 0   | 0 | 0     | 0      | 0-0    | 0 | 0 |
| 20 | Locó               | Defensa       | 3  | 270 | 0 | 0     | 2      | 1-6    | 2 | 0 |
| 21 | Delgado            | Defensa       | 3  | 270 | 0 | 0     | 0      | 2-10   | 1 | 0 |
| 23 | Marco Abreu        | Defensa       | 0  | 0   | 0 | 0     | 0      | 0-0    | 0 | 0 |
| #  | Nombre             | Posición      | PJ | Min |   | Prom. | Atajos | Faltas |   |   |
| 1  | João Ricardo       | Portero       | 3  | 270 | 2 | 0,67  | 21     | 0-3    | 0 | 0 |
| 12 | Lamá               | Portero       | 0  | 0   | 0 | 0     | 0      | 0-0    | 0 | 0 |
| 22 | Mário              | Portero       | 0  | 0   | 0 | 0     | 0      | 0-0    | 0 | 0 |

## Curiosidades
- Angola fue el segundo equipo con menos goles anotados, superando solo a Trinidad y Tobago, Canadá y a Honduras (sin goles) y empatando con Togo.
- El portero João Ricardo fue el arquero con mayor número de atajadas (21) durante la primera ronda. A nivel general, sería superado por Gianluigi Buffon, Ricardo Pereira y Richard Kingson, con 27, 25 y 22 atajadas respectivamente.
- Por otro lado, André Macanga marcó otro récord como el jugador con mayor número de amonestaciones en primera ronda con tres tarjetas amarillas y una cartulina roja. Fue superado por una tarjeta amarilla de diferencia por Costinha y Asamoah Gyan.
- En un concurso realizado por Hyundai, los aficionados de los equipos eligieron un lema para cada seleccionado, el cual sería colocado en los buses que transportarían a los jugadores a lo largo del país. El eslogan elegido para Angola fue «Angola vai em frente, a Selecção é a tua gente» (Adelante Angola, nuestra selección es nuestro pueblo)[1]
- Angola eligió la localidad de Celle, en Baja Sajonia, como su "cuartel" durante la realización del torneo.
- De los 23 jugadores . 9 juegan en Portugal. Debido a que Angola fue una colonia portuguesa.
- Angola sería la selección con menos goles recibidos en la historia de las copas mundiales; con solo 2 tantos en contra.